# Battaglia di Imafuku
La battaglia di Imafuku (今福の戦い?, Imafuku no tatakai) fu uno degli scontri della campagna d'inverno di Ōsaka, che ebbe luogo alla fine del 1614, nell’ambito delle ostilità tra lo shogunato Tokugawa e il clan Toyotomi.
A nord-est del castello di Ōsaka, sulla riva nord del fiume Yamato si trovava il villaggio di Imafuku, mentre sulla riva sud c'era il villaggio di Shigino. L’area era una zona paludosa e solo gli argini erano adatti allo schieramento di truppe, poiché le zone circostanti erano composte da risaie. Le forze Toyotomi avevano costruito tre trincee e quattro linee di palizzate nel villaggio di Imafuku, difese da Yano Masatomo e Iida Iesada con 300 uomini ciascuno.
Tokugawa Ieyasu, per costruire un castello avanzato a Imafuku, ordinò la conquista delle fortificazioni sia di Imafuku che di Shigino. Inviò quindi 1 500 uomini al comando di Satake Yoshinobu per attaccare Imafuku.
All’alba del 26 novembre le truppe Satake attaccarono Imafuku. I suoi subordinati Shibue Masamitsu e Tomura Yoshikuni riuscirono a conquistare fino alla quarta palizzata, uccidendo Yano e Iida. In risposta i Toyotomi inviarono rinforzi guidati da Kimura Shigenari che contrattaccò e fece temporaneamente arretrare le forze Satake, portando a una situazione di stallo.
Toyotomi Hideyori, osservando la battaglia dalla torre del castello di Ōsaka, ordinò a Gotō Mototsugu di intervenire. Gotō guidò un contrattacco con Kimura, riuscendo a respingere le truppe Satake. Shibue Masamitsu, che difendeva la prima palizzata, fu ucciso da un tiratore scelto su ordine di Kimura, provocando il collasso dell’avanguardia delle truppe. Yoshinobu chiese quindi aiuto alle truppe degli Uesugi dislocate sull’altra riva del fiume.
Uesugi Kagekatsu, insieme a Horio Tadaharu e Sakakibara Yasumasa, attraversò un'isola sabbiosa del fiume Yamato e aprì il fuoco, costringendo i Toyotomi alla ritirata.